# Loose: the concert
Loose: the Concert es el primer DVD en vivo de la cantante y compositora luso-canadiense Nelly Furtado. Fue lanzado por el Festival Mushroom y Warner Bros. el 16 de noviembre de 2007 en Italia y Alemania, el 19 de noviembre de 2007 en Reino Unido y el 20 de noviembre en Estados Unidos. El conjunto incluye todos los éxitos de Furtado y versiones en vivo de su tercer álbum Loose, comenzando con su primer sencillo Promiscuous y terminando con Do It, junto con sus sencillos de sus álbumes de estudio anteriores Whoa, Nelly! y Folklore, como I'm like a Bird, Turn Off the Light, Força y Powerless (Say What You Want). Este DVD muestra el regreso de Nelly en Toronto y la culminación de la gira Get Loose our, que abarcó los cinco continentes. Un CD en vivo fue lanzado junto al DVD. En México, el CD y el DVD fueron lanzados por separado.

## Historia
Nelly Furtado lanzó su primer CD/DVD en vivo más de un año después del enorme éxito obtenido por su álbum Loose, que había sido certificado con discos de Oro o Platino en 31 países y las ventas globales habían superado los nueve millones. Furtado filmó sus vídeos del DVD en uno de sus conciertos de su gira Get Loose Tour en Toronto, que fue dirigida por Rafael Ouellet con Aaron A, quien también fue ingeniero de sonido.

## Contenido

### DVD
1. Intro (Afraid)/Say It Right – 5:35
2. Turn Off the Light – 4:46
3. Powerless (Say What You Want) – 3:27
4. Do It/Wait for You – 8:02
5. Showtime – 7:07
6. Crazy – 4:03
7. In God's Hands – 4:39
8. Try – 5:43
9. All Good Things (Come to an End) – 4:28
10. Give It to Me – 2:53
11. I'm like a Bird – 5:22
12. Glow/Heart of Glass – 5:31
13. Força – 4:52
14. Promiscuous – 6:21
15. Encore
16. Party's Just Begun (Again)/No Hay Igual – 8:25
17. Maneater – 7:51

### CD
1. Afraid – 1:37
2. Say It Right – 4:10
3. Do It – 5:04
4. Wait for You – 3:28
5. Showtime – 7:48
6. All Good Things (Come to an End) – 4:40
7. I'm like a Bird – 5:51
8. Glow – 5:46
9. No Hay Igual – 4:57
10. Promiscuous – 6:56
11. Maneater – 5:43

## Personal y créditos
- Nelly Furtado: voz
- Aaron A.: director, ingeniero de audio
- Chris Strikes: ingeniero de audio
- Saukrates: voz

## Historial de lanzamiento
| Región         | Fecha                   | Discográfica          | Formato | Catálogo    |
| -------------- | ----------------------- | --------------------- | ------- | ----------- |
| Reino Unido    | 19 de noviembre de 2007 | Universal Music Group | CD      | 1751744     |
| Reino Unido    | 19 de noviembre de 2007 | Universal Music Group | DVD     | 1751744     |
| Estados Unidos | 4 de diciembre de 2007  | Geffen Records        | CD      | B0010321-02 |
| Estados Unidos | 4 de diciembre de 2007  | Geffen Records        | DVD     | 001027909   |